# مواد ماکسول
ماده ماکسول (به انگلیسی: Maxwell material) ساده‌ترین ماده از مواد ویسکوالاستیک است که ویژگی‌های یک مایع معمولی را از خود نشان می‌دهد. این ماده در بازه زمانی طولانی جریان ویسکوز را نشان می‌دهد، اما در برابر تغییر شکل‌های سریع مقاومت الاستیک اضافی نیز از خود نشان می‌دهد. این مدل به افتخار جیمز کلرک ماکسول که این مدل را در سال ۱۸۶۷ پیشنهاد داد، نام‌گذاری شده است.
این ماده همچنین به عنوان سیال ماکسول نیز شناخته می‌شود. تعمیم رابطه اسکالر به یک معادله تانسوری فاقد انگیزه از مدل‌های میکروسکوپی‌تر است و با مفهوم عینیت ماده همخوانی ندارد. با این حال، این معیارها توسط مدل ماکسول بالا زدایی‌ شده برآورده می‌شوند.

## تعریف

تصویری از ماده ماکسول

مدل ماکسول با یک تعدیل‌کننده کاملاً ویسکوز و یک فنر کاملاً الاستیک که به صورت سری به‌هم متصل شده‌اند، نمایش داده می‌شود، همان‌طور که در نمودار نشان داده شده است. اگر به جای آن این دو عنصر را به صورت موازی به‌هم متصل کنیم، مدل تعمیم‌یافته‌ای از یک ماده جامد کلوین-وویت خواهیم داشت.
در پیکربندی ماکسول، که تحت اثر تنش محوری می‌باشد، تنش کلی {\displaystyle \sigma _{\mathrm {Total} }} و کرنش کلی {\displaystyle \varepsilon _{\mathrm {Total} }} از روابط زیر محاسبه می‌شود:
{\displaystyle \sigma _{\mathrm {Total} }=\sigma _{\mathrm {D} }=\sigma _{\mathrm {S} }}
{\displaystyle \varepsilon _{\mathrm {Total} }=\varepsilon _{\mathrm {D} }+\varepsilon _{\mathrm {S} }}
که اندیس D نشان‌دهنده تنش-کرنش در تعدیل‌کننده و اندیس S نشان‌دهنده تنش-کرنش در فنر است. با گرفتن مشتق کرنش نسبت به زمان، رابطه زیر به‌دست می‌آید:
{\displaystyle {\frac {d\varepsilon _{\mathrm {Total} }}{dt}}={\frac {d\varepsilon _{\mathrm {D} }}{dt}}+{\frac {d\varepsilon _{\mathrm {S} }}{dt}}={\frac {\sigma }{\eta }}+{\frac {1}{E}}{\frac {d\sigma }{dt}}}
که درآن E مدول الاستیک و ɳ ضریب ویسکوزیته ماده است. این مدل تعدیل‌کننده را، به عنوان یک سیال نیوتنی توصیف می‌کند و فنر را با قانون هوک مدل‌سازی می‌نماید.
در یک ماده ماکسول، تنش σ، کرنش ε و نرخ تغییرات آنها نسبت به زمان t توسط معادلاتی به صورت زیر توصیف می‌شوند:
{\displaystyle {\frac {1}{E}}{\frac {d\sigma }{dt}}+{\frac {\sigma }{\eta }}={\frac {d\varepsilon }{dt}}}
یا به عبارتی:
{\displaystyle {\frac {\dot {\sigma }}{E}}+{\frac {\sigma }{\eta }}={\dot {\varepsilon }}}
این معادله می‌تواند برای تنش برشی یا کشش یک نواحت در یک ماده اعمال شود. در حالت اول، ویسکوزیته با ویسکوزیته یک سیال نیوتنی مطابقت دارد. در حالت دوم، ویسکوزیته معنای کمی متفاوت دارد و به رابطه بین تنش و نرخ کرنش اشاره می‌کند.
این مدل معمولاً برای حالت تغییرشکل‌های کوچک اعمال می‌شود. برای تغییر شکل‌های بزرگ باید مقداری از غیرخطی‌بودن هندسی را در نظر گرفت. برای ساده‌ترین روش تعمیم مدل ماکسول، به مدل ماکسول بالا زدایی‌ شده مراجعه کنید.

## تأثیر تغییرشکل ناگهانی
درصورتی که یک ماده ماکسول به‌طور ناگهانی تغییر شکل دهد و کرنش در یک مقدار ثابت {\displaystyle \varepsilon _{0}} بماند، سپس تنش در یک مقیاس زمانی {\displaystyle {\frac {\eta }{E}}} که به عنوان زمان واهلش شناخته می‌شود، کاهش می‌یابد. این پدیده به عنوان واهلش تنش شناخته می‌شود.

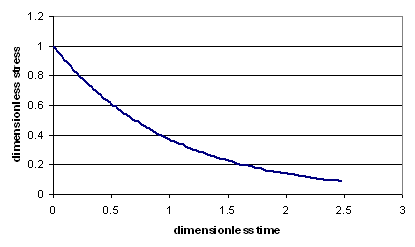

تصویر روبه‌رو نشان‌دهنده وابستگی تنش بدون بعد {\displaystyle {\frac {\sigma (t)}{E\varepsilon _{0}}}} به زمان بدون بعد {\displaystyle {\frac {E}{\eta }}t} است.
این نمودار معمولاً کاهش تدریجی تنش را به عنوان تابعی از زمان نشان می‌دهد که با گذشت زمان به صفر نزدیک می‌شود.
اگر ماده را در زمان {\displaystyle t_{1}} آزاد کنیم، عنصر الاستیک (فنر) به مقدار برمی‌گردد، که درآن زمان واهلش است.
{\displaystyle \varepsilon _{\mathrm {back} }=-{\frac {\sigma (t_{1})}{E}}=\varepsilon _{0}\exp \left(-{\frac {E}{\eta }}t_{1}\right)}
این نشان‌دهنده بازیابی الاستیک ماده است که به تدریج با گذشت زمان کاهش می‌یابد.
از آنجایی که عنصر ویسکوز به طول اولیه خود باز نخواهد گشت، مولفه غیرقابل بازگشت تغییرشکل، به صورت زیر قابل ساده‌شدن است:
{\displaystyle \varepsilon _{\mathrm {irreversible} }=\varepsilon _{0}\left[1-\exp \left(-{\frac {E}{\eta }}t_{1}\right)\right]}
این نشان‌دهنده تغییر شکلی است که به‌طور غیرقابل بازگشت و به دلیل رفتار ویسکوز ماده ایجاد می‌شود.

## تأثیر تنش ناگهانی
اگر یک ماده ماکسول به‌طور ناگهانی تحت تنش  {\displaystyle \sigma _{0}} قرار گیرد، در این صورت عنصر الاستیک به‌طور ناگهانی تغییرشکل می‌دهد و عنصر ویسکوز با نرخ ثابت تغییرشکل خواهد داد:
{\displaystyle \varepsilon (t)={\frac {\sigma _{0}}{E}}+t{\frac {\sigma _{0}}{\eta }}}
این رفتار را می‌توان به صورت زیر توصیف کرد:
1. عنصر الاستیک (فنر): فوراً به مقدار تغییرشکل می‌دهد.
2. عنصر ویسکوز (تعدیل‌کننده): تغییرشکل با نرخ ثابت اتفاق می‌افتد.

در این حالت، کرنش کل با گذشت زمان ترکیبی از تغییر شکل الاستیک فوری و تغییرشکل ویسکوز با نرخ ثابت خواهد بود.
اگر در زمان {\displaystyle t_{1}} ماده را آزاد کنیم، تفییر شکل عنصر الاستیک، تغییرشکل بازگشتی فنر خواهد بود و تغییرشکل عنصر ویسکوز تغییر نخواهد کرد:
{\displaystyle \varepsilon _{\mathrm {reversible} }={\frac {\sigma _{0}}{E}}}
{\displaystyle \varepsilon _{\mathrm {irreversible} }=t_{1}{\frac {\sigma _{0}}{\eta }}}
1. عنصر الاستیک (فنر): تغییرشکل بازگشتی به صورت خواهد بود.
2. عنصر ویسکوز (تعدیل‌کننده): چون رفتار ویسکوز غیرقابل بازگشت است، تغییرشکل آن پس از آزادسازی تغییر نخواهد کرد و در سطح خود باقی خواهد ماند.

در نتیجه، کرنش کل پس از آزادسازی ترکیبی از تغییرشکل الاستیک بازگشتی و تغییرشکل غیرقابل بازگشت ویسکوز خواهدبود.
مدل ماکسول، انقباض (کریپ) را نشان نمی‌دهد چون تغییرشکل را به عنوان تابعی خطی از زمان مدل‌سازی می‌کند. اگر تنش کوچکی برای مدت زمان کافی اعمال شود، در این صورت تغییرشکل‌های غیرقابل بازگشت بزرگ می‌شوند؛ بنابراین، ماده ماکسول یک نوع مایع است.

## تأثیر نرخ ثابت کرنش
در صورتی که ماده تحت یک نرخ ثابت کرنش {\displaystyle {\dot {\varepsilon }}} قرار گیرد، تنش افزایش می‌یابد و در نهایت به مقدار ثابت می‌رسد.
{\displaystyle \sigma =\eta {\dot {\varepsilon }}}
به‌طور کلی:
{\displaystyle \sigma (t)=\eta {\dot {\varepsilon }}\left(1-e^{-Et/\eta }\right)}
این نشان‌دهنده یک حالت جریان ویسکوز است که درآن تنش به‌طور خطی با نرخ کرنش ارتباط دارد.

## مدول دینامیکی
مدول دینامیکی مختلط یک ماده ماکسول به صورت زیر خواهد بود:
{\displaystyle E^{*}(\omega )={\frac {1}{1/E-i/(\omega \eta )}}={\frac {E\eta ^{2}\omega ^{2}+i\omega E^{2}\eta }{\eta ^{2}\omega ^{2}+E^{2}}}}
بنابراین، مولفه‌های مدول دینامیکی عبارتند از:
{\displaystyle E_{1}(\omega )={\frac {E\eta ^{2}\omega ^{2}}{\eta ^{2}\omega ^{2}+E^{2}}}={\frac {(\eta /E)^{2}\omega ^{2}}{(\eta /E)^{2}\omega ^{2}+1}}E={\frac {\tau ^{2}\omega ^{2}}{\tau ^{2}\omega ^{2}+1}}E}
و
{\displaystyle E_{2}(\omega )={\frac {\omega E^{2}\eta }{\eta ^{2}\omega ^{2}+E^{2}}}={\frac {(\eta /E)\omega }{(\eta /E)^{2}\omega ^{2}+1}}E={\frac {\tau \omega }{\tau ^{2}\omega ^{2}+1}}E}